# Évolution du collège épiscopal français en 2014
Liste des évêques français
- 2010
- 2011
- 2012
- 2013
- 2014
- 2015
- 2016
- 2017
- 2018

Cette page a pour but de présenter les évolutions intervenues au sein du collège épiscopal français au cours de l'année 2014, ainsi que la situation des évêques des diocèses de France métropolitaine et d'outre-mer, mais également des évêques français exerçant pour la curie romaine ou pour des diocèses étrangers au 31 décembre 2014.

## Évolution du1erjanvier au 31 décembre 2014
| Date       | Événement                                                      | Titre                                         |
| ---------- | -------------------------------------------------------------- | --------------------------------------------- |
| 12/01/2014 | Mort de Francis Deniau                                         | Évêque émérite de Nevers                      |
| 21/01/2014 | Démission Philippe Gueneley                                    | Évêque émérite de Langres                     |
| 21/01/2014 | Nomination de Joseph de Metz-Noblat                            | Évêque de Langres                             |
| 26/01/2014 | Ordination épiscopale et installation de Jean-Marc Aveline     | Évêque auxiliaire de Marseille                |
| 11/02/2014 | Mort de Léon Hégelé                                            | Évêque auxiliaire émérite de Strasbourg       |
| 20/02/2014 | Nomination d'Olivier Leborgne                                  | Évêque d'Amiens                               |
| 23/02/2014 | Ordination épiscopale et installation de Francis Bestion       | Évêque de Tulle                               |
| 06/03/2014 | Transfert d'André Marceau                                      | Évêque de Nice                                |
| 16/03/2014 | Ordination épiscopale et installation de Joseph de Metz-Noblat | Évêque de Langres                             |
| 04/04/2014 | Nomination de Pierre-Yves Michel                               | Évêque de Valence                             |
| 04/04/2014 | Transfert de Michel Aupetit                                    | Évêque de Nanterre                            |
| 06/04/2014 | Ordination épiscopale et installation d'Olivier Leborgne       | Évêque d'Amiens                               |
| 04/05/2014 | Installation de Michel Aupetit                                 | Évêque de Nanterre                            |
| 11/05/2014 | Installation d'André Marceau                                   | Évêque de Nice                                |
| 12/05/2014 | Nomination de Philippe Gueneley                                | Administrateur apostolique de Quimper et Léon |
| 29/05/2014 | Ordination épiscopale et installation de Pierre-Yves Michel    | Évêque de Valence                             |
| 18/06/2014 | Démission de Michel Mouïsse                                    | Évêque émérite de Périgueux et Sarlat         |
| 18/06/2014 | Transfert de Philippe Mousset                                  | Évêque de Périgueux et Sarlat                 |
| 03/07/2014 | Démission de François Maupu                                    | Évêque émérite de Verdun                      |
| 03/07/2014 | Nomination de Jean-Paul Gusching                               | Évêque de Verdun                              |
| 03/07/2014 | Mort de Guy Gaucher                                            | Évêque auxiliaire émérite de Bayeux-Lisieux   |
| 11/07/2014 | Nomination de Joseph Koerber                                   | Vicaire apostolique de Makokou (Gabon)        |
| 21/09/2014 | Ordination épiscopale et installation de Jean-Paul Gusching    | Évêque de Verdun                              |
| 11/10/2014 | Démission de Michel Cartatéguy                                 | Archevêque émérite de Niamey (Niger)          |
| 18/10/2014 | Transfert de Norbert Turini.                                   | Évêque de Perpignan-Elne                      |
| 26/10/2014 | Ordination épiscopale de Joseph Koerber                        | Évêque titulaire de Siccenna (de)             |
| 07/11/2014 | Démission de François-Xavier Loizeau                           | Évêque émérite de Digne                       |
| 07/11/2014 | Nomination de Jean-Philippe Nault                              | Évêque de Digne                               |
| 14/11/2014 | Mort d'Henri Brincard                                          | Évêque du Puy                                 |
| 22/11/2014 | Démission de Maurice de Germiny                                | Évêque émérite de Blois                       |
| 22/11/2014 | Transfert de Jean-Pierre Batut                                 | Évêque de Blois                               |
| 11/12/2014 | Mort de Georges Lagrange                                       | Évêque émérite de Gap                         |
| 17/12/2014 | Nomination de Jean-Marc Eychenne                               | Évêque de Pamiers                             |
| 18/12/2014 | Mort de Claude Frikart.                                        | Évêque auxiliaire émérite de Paris            |

Soit pour l'année 2014 :
- Douze nominations dont
  - Six nominations de nouveaux évêques en France
  - Une nomination d'évêque français au service d'un diocèse étranger
  - Une nomination d'administrateur apostolique
  - Cinq transferts d'évêques
- Sept ordinations épiscopales
- Six départs en retraite
- Six décès

## Situation des évêques français au 31 décembre 2014

### France métropolitaine
- Agen : Hubert Herbreteau
- Aire et Dax :  Hervé Gaschignard, Philippe Breton évêque émérite, Robert Sarrabère évêque émérite
- Aix-en-Provence et Arles : Christophe Dufour, Claude Feidt archevêque émérite
- Ajaccio :  Olivier de Germay
- Albi, Castres et Lavaur :  Jean Legrez
- Amiens :  Olivier Leborgne, François Bussini évêque émérite, Jacques Noyer évêque émérite, Géry Leuliet évêque émérite
- Angers :  Emmanuel Delmas, Jean-Louis Bruguès évêque émérite, archevêque par titre, Jean Orchampt évêque émérite
- Angoulême :  Claude Dagens, Georges Rol évêque émérite
- Annecy :  Yves Boivineau
- Arras, Boulogne sur Mer et Saint Omer : Jean-Paul Jaeger
- Auch, Condom, Lectoure et Lombez :  Maurice Gardès, Maurice Fréchard archevêque émérite
- Autun, Chalon et Mâcon :  Benoît Rivière, Raymond Séguy évêque émérite
- Avignon :  Jean-Pierre Cattenoz
- Bayeux et Lisieux : Jean-Claude Boulanger, Pierre Pican évêque émérite
- Bayonne, Lescar et Oloron : Marc Aillet, Pierre Molères évêque émérite
- Beauvais, Noyon et Senlis :  Jacques Benoit-Gonnin
- Belfort-Montbéliard : Claude Schockert
- Belley-Ars : Pascal Roland, Guy Bagnard évêque émérite
- Besançon : Jean-Luc Bouilleret,  André Lacrampe archevêque émérite
- Blois : Jean-Pierre Batut, évêque nommé, Maurice de Germiny, évêque émérite
- Bordeaux et Bazas : cardinal Jean-Pierre Ricard, Laurent Dognin évêque auxiliaire
- Bourges : Armand Maillard, Hubert Barbier archevêque émérite, Pierre Plateau archevêque émérite
- Cahors : vacant
- Cambrai : François Garnier
- Carcassonne et Narbonne : Alain Planet, Jacques Despierre évêque émérite
- Châlons-en-Champagne : Gilbert Louis
- Chambéry, Maurienne et Tarentaise : Philippe Ballot
- Chartres : Michel Pansard
- Clermont : Hippolyte Simon
- Coutances et Avranches : Laurent Le Boulc'h évêque, Jacques Fihey évêque émérite
- Créteil : Michel Santier, Daniel Labille évêque émérite
- Digne-les-Bains, Riez et Sisteron : Jean-Philippe Nault, François-Xavier Loizeau évêque émérite, Edmond Abelé évêque émérite
- Dijon : Roland Minnerath, Michel Coloni évêque émérite
- Évreux : Christian Nourrichard, Jacques David évêque émérite
- Évry-Corbeil-Essonnes : Michel Dubost, Guy Herbulot évêque émérite, Albert Malbois évêque émérite
- Fréjus et Toulon : Dominique Rey
- Gap et Embrun : Jean-Michel di Falco
- Grenoble et Vienne : Guy de Kerimel
- Langres : Joseph de Metz-Noblat, Philippe Gueneley évêque émérite
- La Rochelle et Saintes : Bernard Housset
- Laval : Thierry Scherrer
- Le Havre : Jean-Luc Brunin, Michel Guyard évêque émérite
- Le Mans : Yves Le Saux
- Le Puy-en-Velay : vacant
- Lille : Laurent Ulrich, Gérard Coliche évêque auxiliaire, Gérard Defois évêque émérite
- Limoges : François Kalist, Léon Soulier évêque émérite
- Luçon :  Alain Castet
- Lyon : Cardinal Philippe Barbarin, Patrick Le Gal évêque auxiliaire
- Marseille : Georges Pontier, Jean-Marc Aveline évêque auxiliaire, Cardinal Bernard Panafieu archevêque émérite
- Meaux : Jean-Yves Nahmias, Albert-Marie de Monléon évêque émérite, Yves Bescond évêque auxiliaire émérite
- Mende : François Jacolin, Paul Bertrand évêque émérite
- Metz : Jean-Christophe Lagleize, Pierre Raffin évêque émérite
- Montauban : Bernard Ginoux, Jacques de Saint-Blanquat évêque émérite
- Montpellier, Lodève, Béziers, Agde et Saint Pons de Thomières : Pierre-Marie Carré, Guy Thomazeau, archevêque émérite, Claude Azéma évêque auxiliaire
- Moulins : Laurent Percerou
- Nancy-Toul : Jean-Louis Papin
- Nanterre : Michel Aupetit, Gérard Daucourt évêque émérite, François Favreau évêque émérite
- Nantes : Jean-Paul James, Georges Soubrier évêque émérite
- Nevers : Thierry Brac de La Perrière
- Nice : André Marceau, Louis Sankalé évêque émérite, Jean Bonfils évêque émérite
- Nîmes, Uzès et Alès : Robert Wattebled
- Orléans : Jacques Blaquart, André Fort évêque émérite
- Pamiers, Couserans et Mirepoix : Jean-Marc Eychenne, Marcel Perrier évêque émérite
- Paris : Cardinal André Vingt-Trois, Jérôme Beau évêque auxiliaire, Renauld de Dinechin évêque auxiliaire, Eric de Moulins-Beaufort évêque auxiliaire.
- Périgueux et Sarlat : Philippe Mousset, Michel Mouïsse évêque émérite, Gaston Poulain évêque émérite
- Perpignan-Elne : Norbert Turini, Jean Chabbert évêque émérite
- Poitiers : Pascal Wintzer, Albert Rouet archevêque émérite
- Pontoise : Stanislas Lalanne
- Quimper, Cornouailles et Léon : Jean-Marie Le Vert
- Reims : Thierry Jordan, Bruno Feillet évêque auxiliaire, Joseph Boishu évêque auxiliaire émérite.
- Rennes, Dol et Saint Malo : Pierre d'Ornellas, Nicolas Souchu évêque auxiliaire
- Rodez et Vabres : François Fonlupt
- Rouen : Jean-Charles Descubes
- Saint-Brieuc et Tréguier : Denis Moutel, Lucien Fruchaud évêque émérite
- Saint-Claude : Vincent Jordy
- Saint-Denis : Pascal Delannoy, Olivier de Berranger évêque émérite
- Saint-Dié : Jean-Paul Mathieu, Paul-Marie Guillaume évêque émérite
- Saint-Étienne : Dominique Lebrun, Paul-Marie Rousset évêque émérite
- Saint-Flour : Bruno Grua, René Séjourné évêque émérite
- Séez : Jacques Habert
- Sens et Auxerre : Yves Patenôtre, Georges Gilson archevêque émérite
- Soissons, Laon et Saint-Quentin : Hervé Giraud, Marcel Herriot évêque émérite
- Strasbourg : Jean-Pierre Grallet, Christian Kratz évêque auxiliaire, Vincent Dollmann, évêque auxiliaire, Joseph Doré archevêque émérite
- Tarbes et Lourdes : Nicolas Brouwet, Jacques Perrier évêque émérite
- Toulouse, Saint Bertrand de Comminges et Rieux : Robert Le Gall, Émile Marcus archevêque émérite
- Tours : Bernard-Nicolas Aubertin
- Troyes : Marc Stenger
- Tulle : Francis Bestion, Bernard Charrier évêque émérite
- Valence, Die et Saint-Paul-Trois-Châteaux : Pierre-Yves Michel, Didier-Léon Marchand évêque émérite
- Vannes : Raymond Centène, François-Mathurin Gourvès évêque émérite
- Verdun : Jean-Paul Gusching, François Maupu évêque émérite
- Versailles : Éric Aumonier, Jean-Charles Thomas évêque émérite
- Viviers : François Blondel

- Diocèse aux Armées françaises : Luc Ravel
- Mission de France : Yves Patenôtre, Georges Gilson prélat émérite.

### France d'outre-mer
- Basse-Terre et Pointe-à-Pitre : Jean-Yves Riocreux, Ernest Cabo évêque émérite
- Cayenne : Emmanuel Lafont
- Fort-de-France et Saint-Pierre : Michel Méranville
- Taiohae (ou Tefenuaenata) (Îles Marquises) : Guy Chevalier, Pascal Chang-Soi évêque coadjuteur
- Îles Wallis-et-Futuna : Ghislain de Rasilly
- Nouméa : Michel-Marie Calvet
- Papeete : vacant, Hubert Coppenrath, archevêque émérite
- Saint-Denis de La Réunion : Gilbert Aubry
- Saint-Pierre et Miquelon : Pierre Gaschy, vicaire apostolique Lucien Fischer, vicaire apostolique émérite.

### Églises orientales en France
- Éparchie de Sainte-Croix de Paris des Arméniens catholiques de France : Jean Teyrouz, Grégoire Ghabroyan éparque émérite
- Éparchie Notre-Dame du Liban de Paris des Maronites: Nasser Gemayel
- Éparchie Saint Vladimir le Grand de Paris des Ukrainiens : Borys Gudziak
- Ordinariat de France des catholiques orientaux : cardinal André Vingt-Trois

### Au service du Saint-Siège
Plusieurs évêques français exercent des fonctions dans les services diplomatiques du Saint-Siège ou dans les différents organismes de la Curie romaine.
- Conseil pontifical « Justice et Paix » : cardinal Roger Etchegaray président émérite
- Conseil pontifical pour la culture : cardinal Paul Poupard président émérite
- Conseil pontifical pour le dialogue inter-religieux : cardinal Jean-Louis Tauran président
- Conseil pontifical pour la famille : Jean Laffitte secrétaire
- Archives secrètes du Vatican et Bibliothèque apostolique vaticane : Jean-Louis Bruguès archiviste et bibliothécaire
- Tribunal suprême de la signature apostolique : Dominique Mamberti préfet
- Nonciature en Égypte : Jean-Paul Gobel nonce
- Nonciature au  Ghana : Jean-Marie Speich, nonce
- Nonciature au  Guatemala : Nicolas Thevenin, nonce
- Nonciature au Mexique : Christophe Pierre nonce
- Nonciature aux Pays-Bas : André Dupuy nonce
- Nonciature près l'Union européenne : Alain Lebeaupin nonce
- Service diplomatique : François Bacqué nonce apostolique émérite

### Au service de diocèses étrangers
- Alger (Algérie) : Henri Teissier évêque émérite
- Andong (Corée du Sud) : René Dupont évêque émérite
- Constantine (Algérie) : Paul Desfarges, Gabriel Piroird évêque émérite
- Djibouti (Djibouti) : Georges Perron évêque émérite
- Estonie : Philippe Jourdan administrateur apostolique
- Guajará-Mirim (pt) (Brésil): Geraldo Verdier, évêque émérite
- Impfondo (République du Congo) : Jean Gardin
- Istanbul (Turquie): Louis Pelâtre, vicaire apostolique
- Kerema (en) (Papouasie-Nouvelle-Guinée) : Paul Marx, évêque émérite
- Laghouat (Algérie) : Claude Rault
- Makokou (Gabon) :  Joseph Koerber, vicaire apostolique
- Monaco : Bernard Barsi
- Mongo (Tchad) : Henri Coudray, vicaire apostolique
- Mouila (de) (Gabon) : Dominique Bonnet, évêque émérite
- N'Djaména (Tchad) : Charles Vandame archevêque émérite
- Niamey (Niger) : Michel Cartatéguy, archevêque émérite; Guy Romano, évêque émérite
- Oran (Algérie) : Jean-Paul Vesco, Alphonse Georger, évêque émérite
- Ouesso (République du Congo) : Yves Monot
- Pala (Tchad) : Georges-Hilaire Dupont évêque émérite
- Phnom-Penh (Cambodge) : Olivier Schmitthaeusler vicaire apostolique, Emile Destombes vicaire apostolique emerite Yves Ramousse vicaire apostolique émérite
- Rabat (Maroc) : Vincent Landel : archevêque
- Santissima Conceição do Araguaia (Brésil) : Dominique You
- Savannakhet (Laos) : Pierre Bach vicaire apostolique émérite
- Tôlagnaro (de) (Madagascar) : Jean Zévaco évêque émérite
- Viana (pt) (Brésil) : Xavier Gilles de Maupeou évêque émérite

### Autres situations
- Jacques Gaillot, évêque titulaire de Partenia